# Germanwings

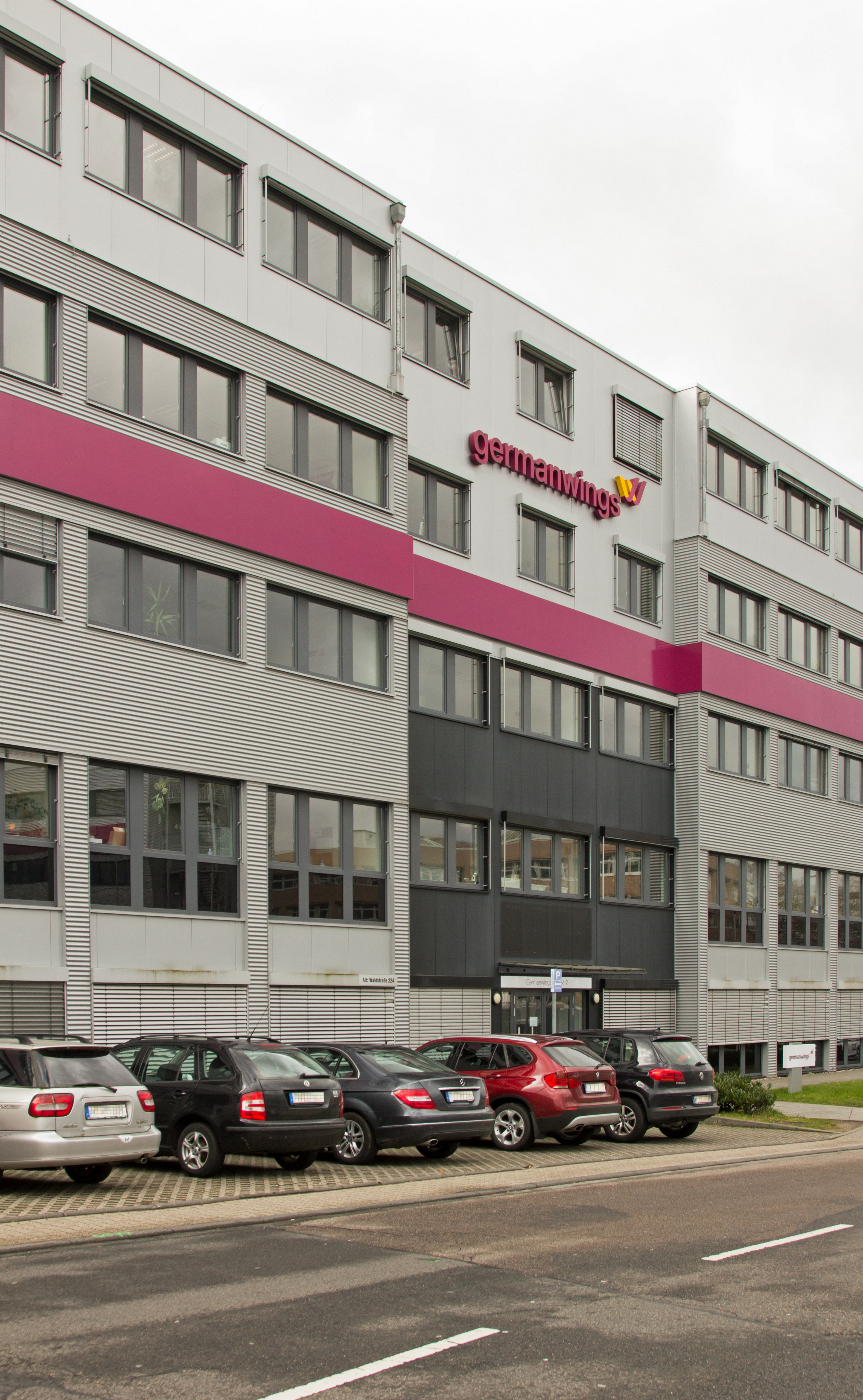
Seu de Germanwings

Germanwings (IATA: 4U, OACI: GWI) era una aerolínia de baix cost amb base a l'Aeroport de Colònia, Alemanya, amb bases d'operacions secundàries a l'Aeroport de Stuttgart, l'Hamburg i l'Schönefeld de Berlín.
Germanwings es va fundar l'any 1996 amb el nom d'Eurowings Flug GmbH com a filial de propietat total d'Eurowings Luftverkehrs AG . Va canviar el nom en Germanwings GmbH el 2002. Des de 2009, era propietat de la companyía Lufthansa, per a la qual operava les línies europees de curt radi, fora dels hubs de Frankfurt i Múnic.
Entre altres incidents, el 24 de març 2015 el vol 9525, que feia el trajecte entre Barcelona i Düsseldorf es va estavellar a la Provença, per l'acte voluntari del copilot suicidari, Andreas Lubitz. L'aparell, un Airbus A320, va desaparèixer dels radars i es va estavellar en el Massís dei Tres Eveschats prop de la població de Barceloneta de Provença.
Arran de la crisi econòmica del 2020, el nombre de vols d'Eurowings es va reduir en un 90% i es va suspendre tota la flota de Germanwings. El 2 d'abril de 2020, el Grup Lufthansa va anunciar que considerava la liquidació de Germanwings. El 7 d'abril de 2020, Lufthansa va anunciar que no reprendria les operacions de Germanwings, per mor de la crisi del Covid-19. Va prometre d'intentar de traslladar els treballadors a altres companyies del Grup.
Del 2009 al 2017, hi havia un carrer Germanwings-Strasse al barri de Porz-Grengel a Colònia. El 2009, un tram de la Waldstrasse (‘carrer del bosc’) va ser rebatejada en seu honor. Des de l'any 2017, va retornar al nom de Waldstrasse després que el consell de districte va refusar de canviar el nom en carrer Eurowings-Strasse.